# 小森江駅

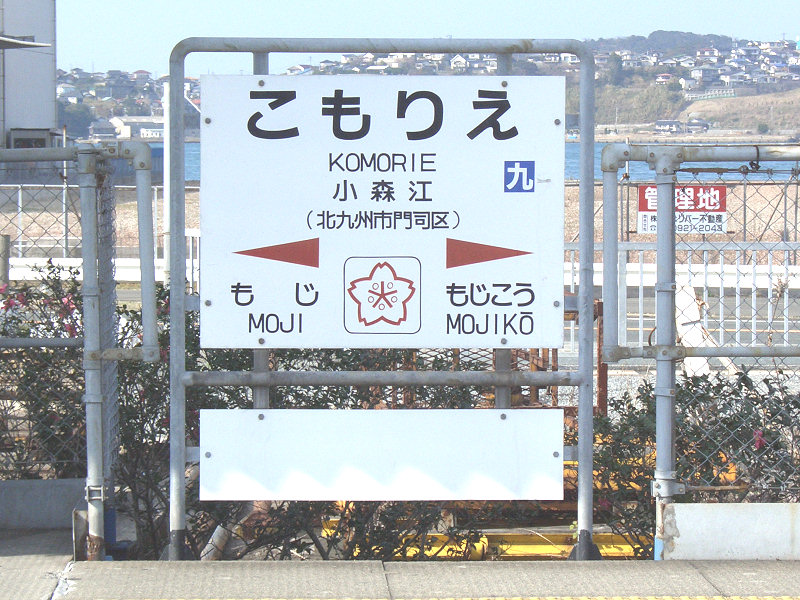
小森江の桜をイメージしたイラストの描かれた駅名標

小森江駅（こもりええき）は、福岡県北九州市門司区小森江三丁目にある、九州旅客鉄道（JR九州）鹿児島本線の駅である。駅番号はJA30。

## 歴史
- 1988年（昭和63年）3月13日：九州旅客鉄道によって開設[1]。
なお旅客駅の開設は昭和末期だが、1911年（明治44年）から関門トンネル開通直前の1942年（昭和17年）までの間は下関駅まで関門連絡船（鉄道連絡船）の貨物航路が関森航路の名称で開設され、貨車を上下し作業を行っていた。
- 2000年（平成12年）6月7日：自動改札機を設置し、供用開始[4]。
- 2009年（平成21年）3月1日：ICカード「SUGOCA」の利用を開始[5]。
- 2022年（令和4年）3月11日：みどりの窓口の営業を終了[3][6]。
- 2023年（令和5年）3月18日：終日無人化[7]。

## 駅構造
相対式ホーム2面2線を持つ地上駅。上りホームと駅舎とは門司側にある構内踏切で連絡している。
無人駅で、自動券売機が設置されている。SUGOCAの使用が可能である。
JRの特定都区市内制度における「北九州市内」の駅である。

### のりば

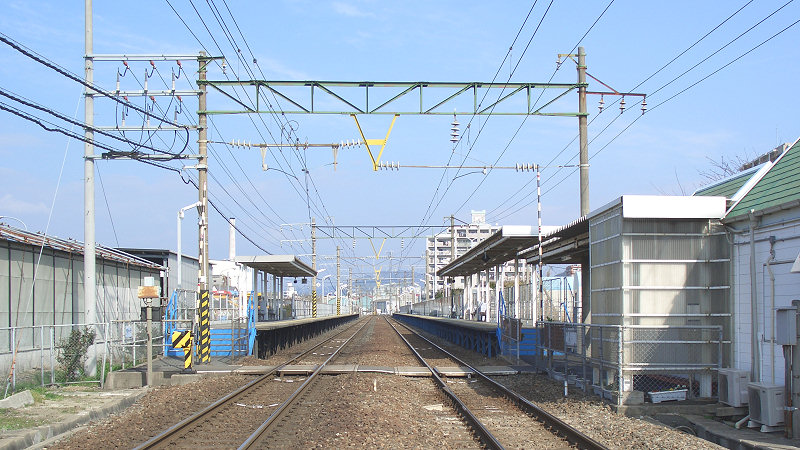
構内
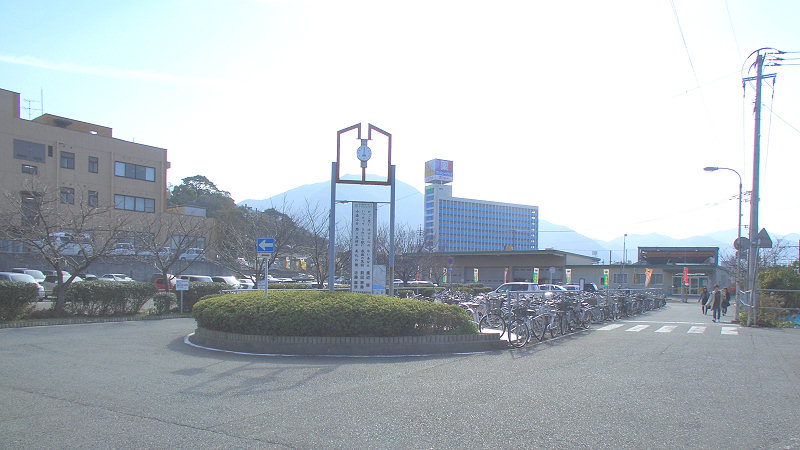
駅前

| のりば | 路線       | 方向 | 行先           |
| ------ | ---------- | ---- | -------------- |
| 1      | 鹿児島本線 | 下り | 小倉・博多方面 |
| 1      | 日豊本線   | 下り | 行橋・中津方面 |
| 2      | 鹿児島本線 | 上り | 門司港行き     |
| 2      | 日豊本線   | 上り | 門司港行き     |

- 構内
- 駅前

## 利用状況
2023年（令和5年）度の1日平均乗車人員は1,224人である。
JR九州及びとうけい北九州によると、近年の1日平均乗車人員の推移は下記の通り。
| 年度   | 1日平均 乗車人員 | 出典   |
| ------ | ---------------- | ------ |
| 2000年 | 2,097            | [ 9 ]  |
| 2001年 | 2,019            | [ 9 ]  |
| 2002年 | 1,943            | [ 9 ]  |
| 2003年 | 1,961            | [ 9 ]  |
| 2004年 | 1,942            | [ 9 ]  |
| 2005年 | 1,777            | [ 9 ]  |
| 2006年 | 1,686            | [ 9 ]  |
| 2007年 | 1,609            | [ 9 ]  |
| 2008年 | 1,599            | [ 9 ]  |
| 2009年 | 1,602            | [ 9 ]  |
| 2010年 | 1,611            | [ 9 ]  |
| 2011年 | 1,588            | [ 9 ]  |
| 2012年 | 1,569            | [ 9 ]  |
| 2013年 | 1,542            | [ 9 ]  |
| 2014年 | 1,491            | [ 9 ]  |
| 2015年 | 1,496            | [ 9 ]  |
| 2016年 | 1,461            | [ 9 ]  |
| 2017年 | 1,490            | [ 9 ]  |
| 2018年 | 1,464            | [ 9 ]  |
| 2019年 | 1,446            | [ 9 ]  |
| 2020年 | 1,165            | [ 9 ]  |
| 2021年 | 1,195            | [ 10 ] |
| 2022年 | 1,223            | [ 11 ] |
| 2023年 | 1,224            | [ 8 ]  |

## 駅周辺
駅東側（駅舎側）を国道3号が、駅西側（関門海峡側）を国道199号がそれぞれ鹿児島本線に並行して通っており、当駅周辺は2つの国道に挟まれる形の立地となっている。国道3号の東側から矢筈山までの一帯には住宅団地が広がっており、海側には工場や倉庫が多く立地している。
駅直下付近を山陽本線関門トンネルが通過しており、ここから北西にカーブして海峡を横断している。
- 北九州市立門司病院
- 九鉄工業本社
- 福岡県警察警備員教育センター
- 北九州市消防局門司消防署
- HYPER MEDIA SHOPゲオ門司大里店
- スーパーとみやま門司東町店
- 山田南団地
- 後楽町団地
- 小森江子供のもり公園
- 矢筈山[1]
- 林芙美子生誕地記念文学碑[1]
- 北九州市立門司総合特別支援学校
- マルショク二十町店

### バス路線
国道3号上にある西鉄バス北九州「市立門司病院前」停留所が最寄り。門司港駅・門司港レトロ・和布刈・田野浦・砂津・小倉中心部・戸畑方面などに運行。

## 隣の駅
九州旅客鉄道（JR九州）
 鹿児島本線
■快速・■区間快速・■普通
門司港駅 (JA31) - *（貨）葛葉駅 - 小森江駅 (JA30) - 門司駅 (JA29)
*打消線は廃駅（廃止時点は、当駅は未開業）